# غوستافو (لاعب كرة قدم مواليد 2002)
غوستافو هو لاعب كرة قدم برازيلي، ولد في 11 سبتمبر 2002 في بلدية بريزيدنت دوترا في البرازيل يلعب في نادي كلباء معار من نادي شباب الأهلي الإماراتي.

## وصلات خارجية
- غوستافو (لاعب كرة قدم مواليد 2002) على موقع قاعدة بيانات كرة القدم.إي يو (الإنجليزية)
- غوستافو (لاعب كرة قدم مواليد 2002) على موقع Soccerway.com (الإنجليزية)